# Metabraxas tincta
Metabraxas tincta là một loài bướm đêm trong họ Geometridae.